# گوورنادور والادارس
گوورنادور والادارس (به پرتغالی: Governador Valadares) یک شهرداری در برزیل است که در مینا ژرایس واقع شده‌است. گوورنادور والادارس ۲٬۳۴۸٫۱ کیلومتر مربع مساحت و ۲۷۸٬۶۸۵ نفر جمعیت دارد و ۱۷۰ متر بالاتر از سطح دریا واقع شده‌است.

## خواهرخوانده
شهر فرامینگهام، ماساچوست خواهرخواندهٔ گوورنادور والادارس هست.

## نگارخانه

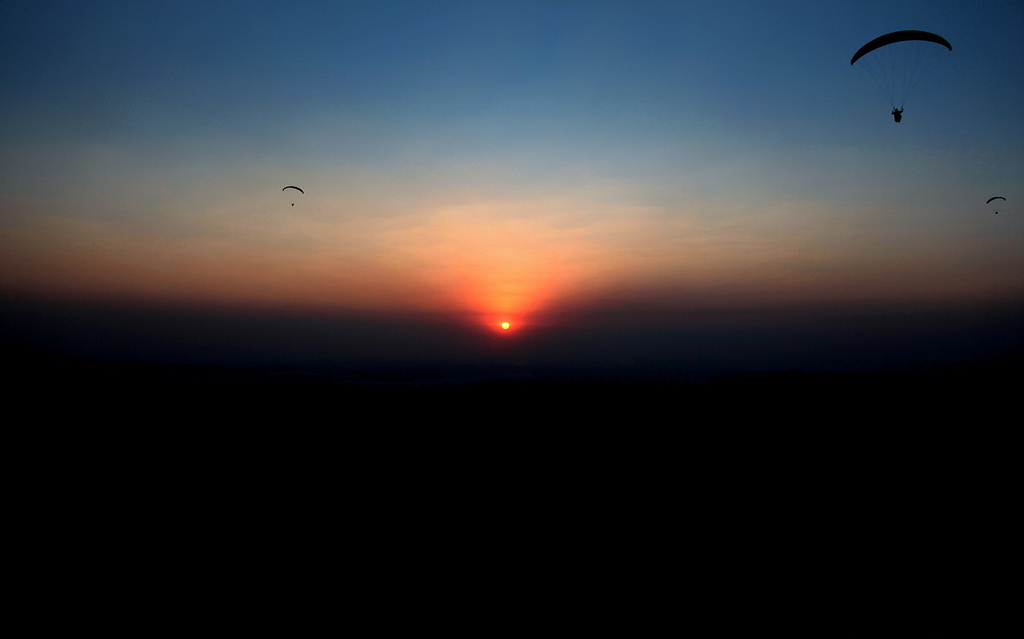
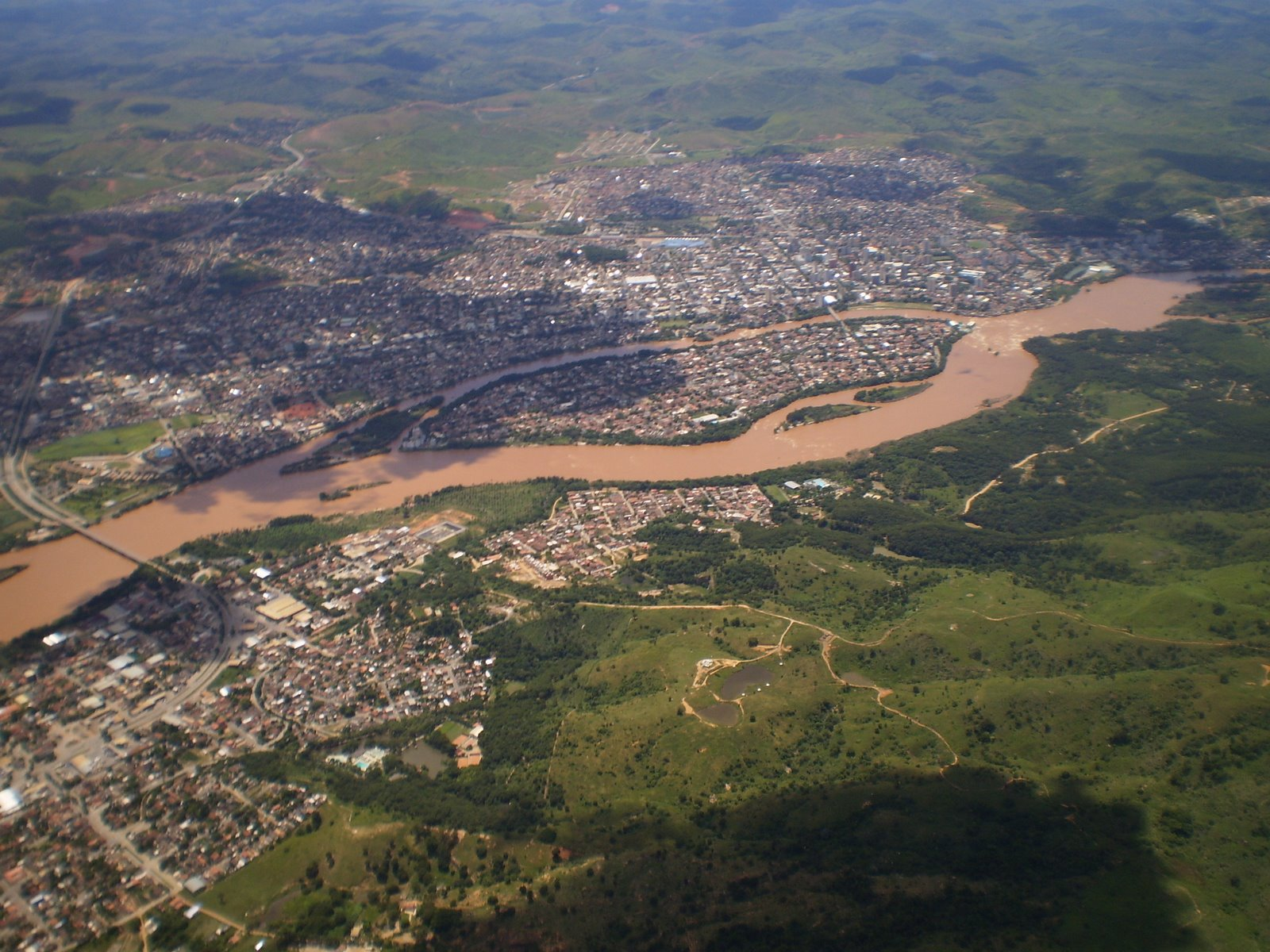
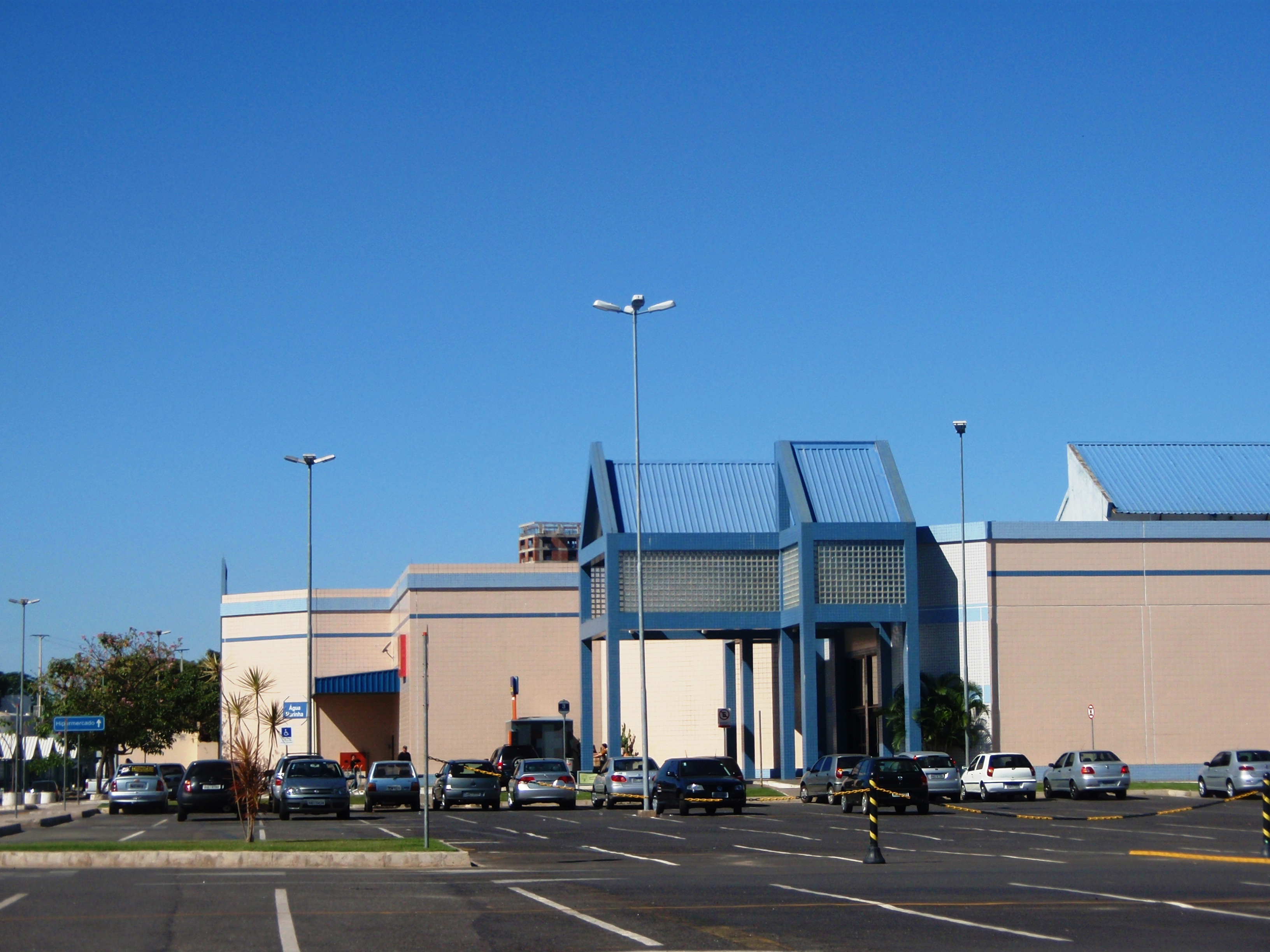
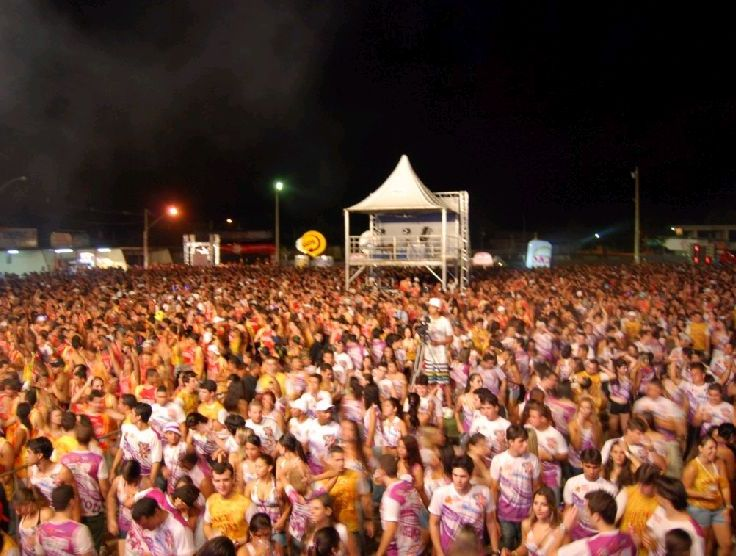
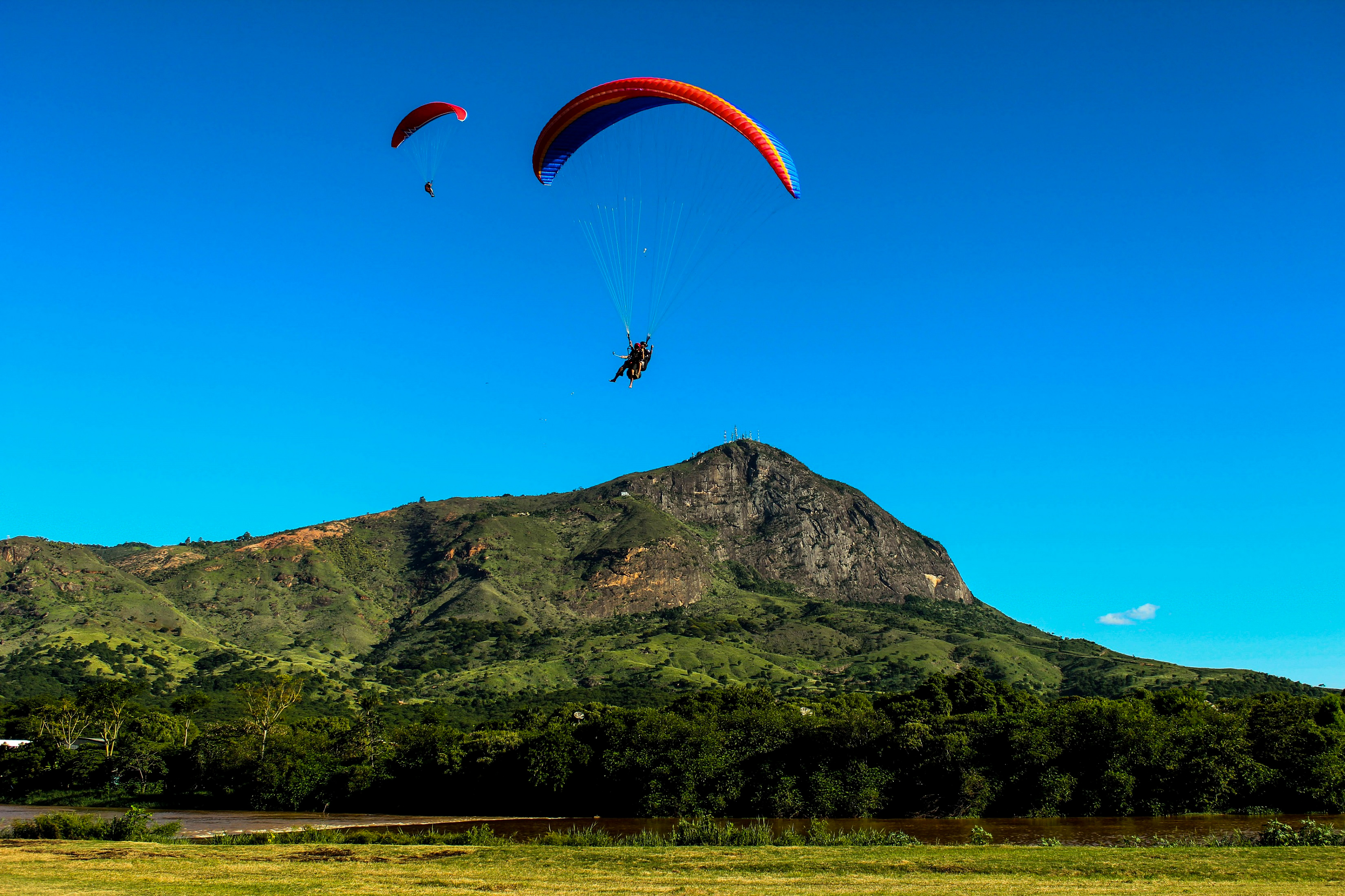
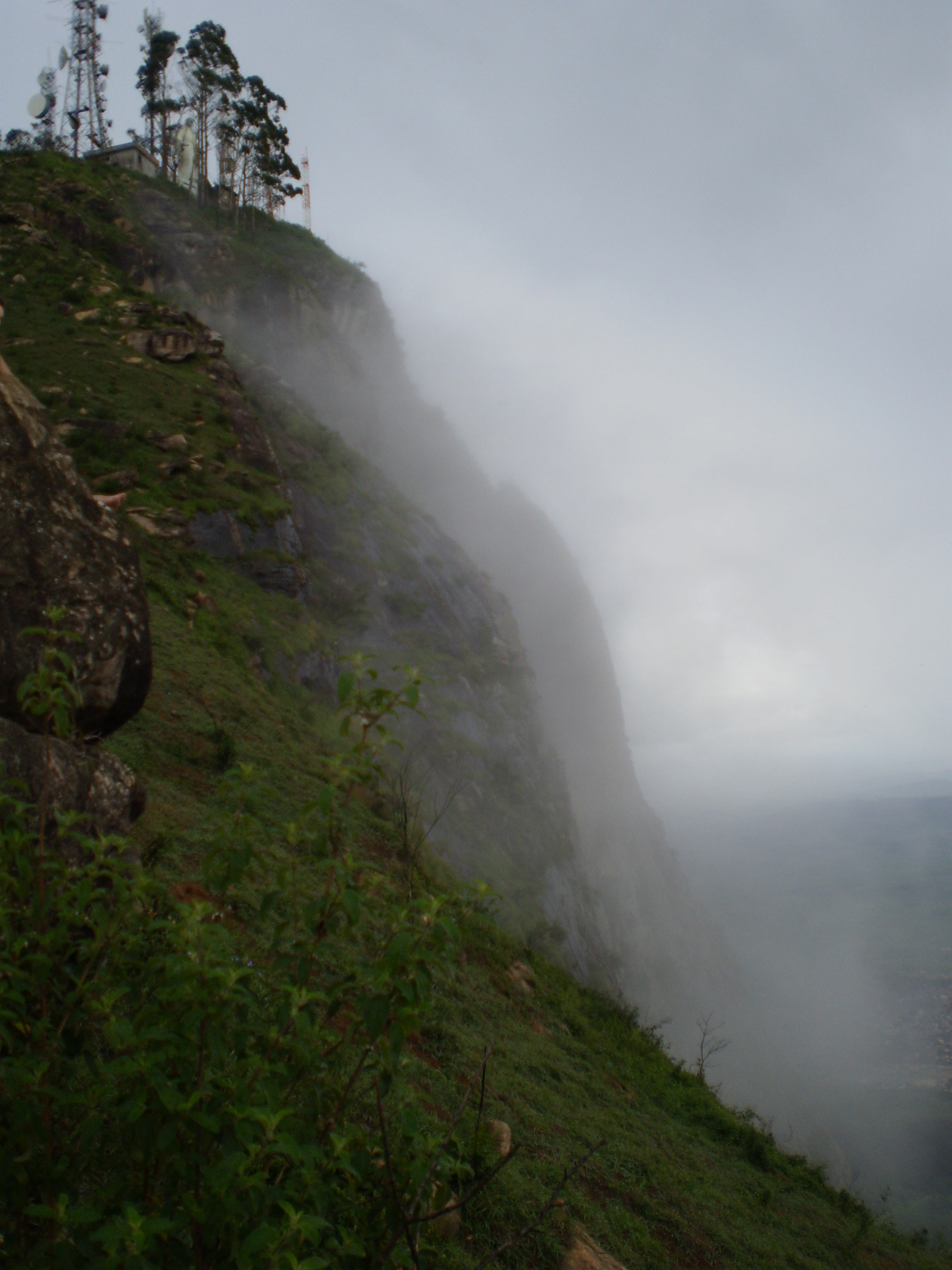
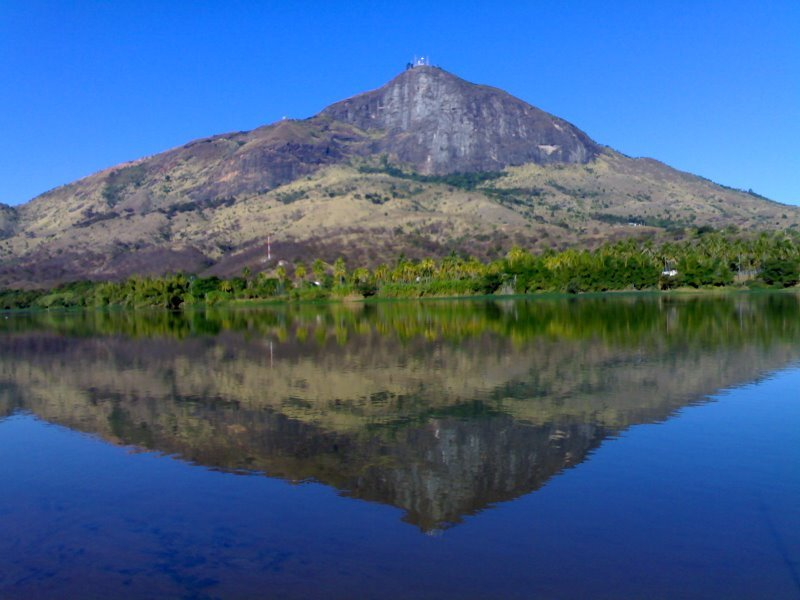
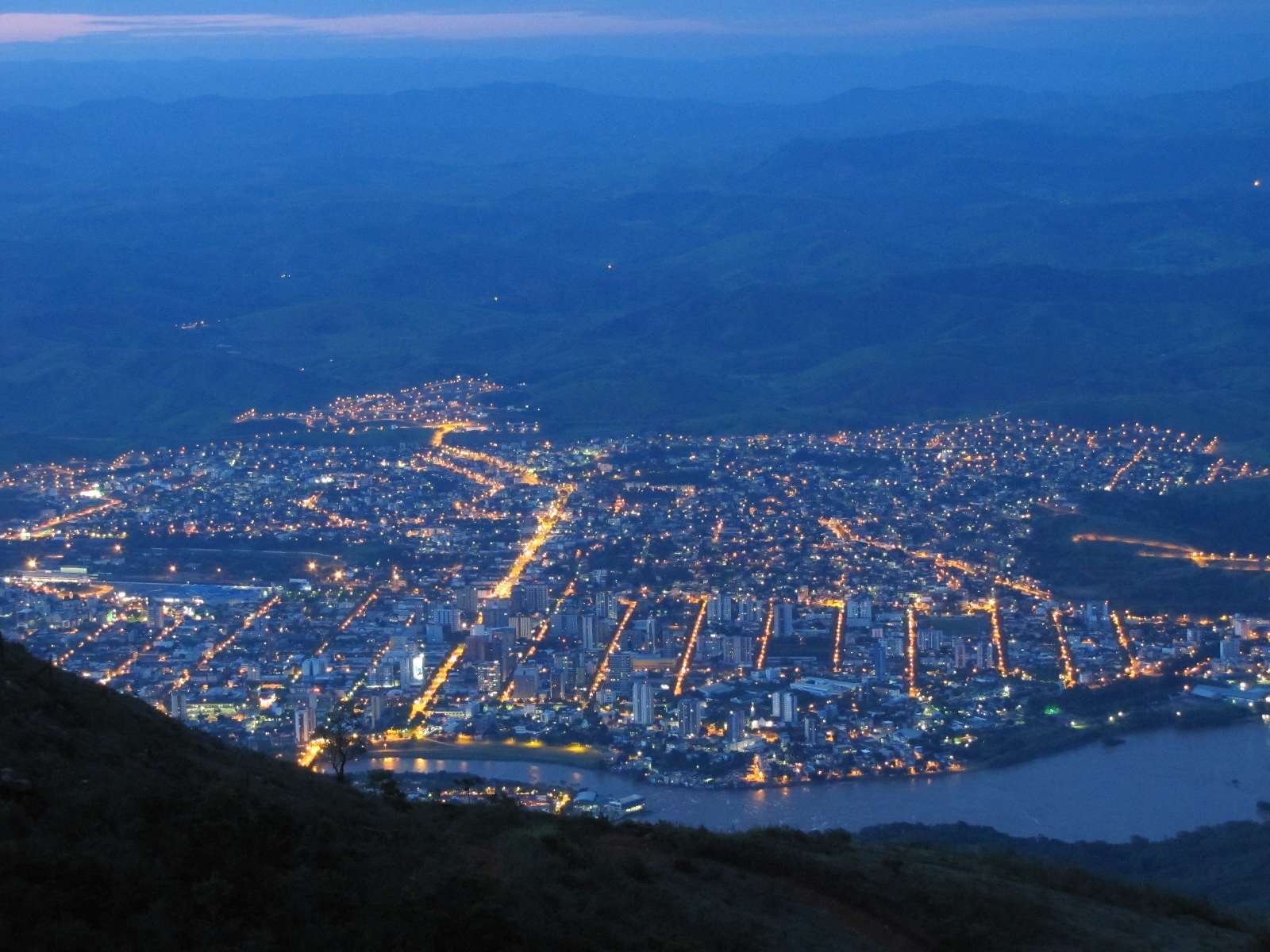
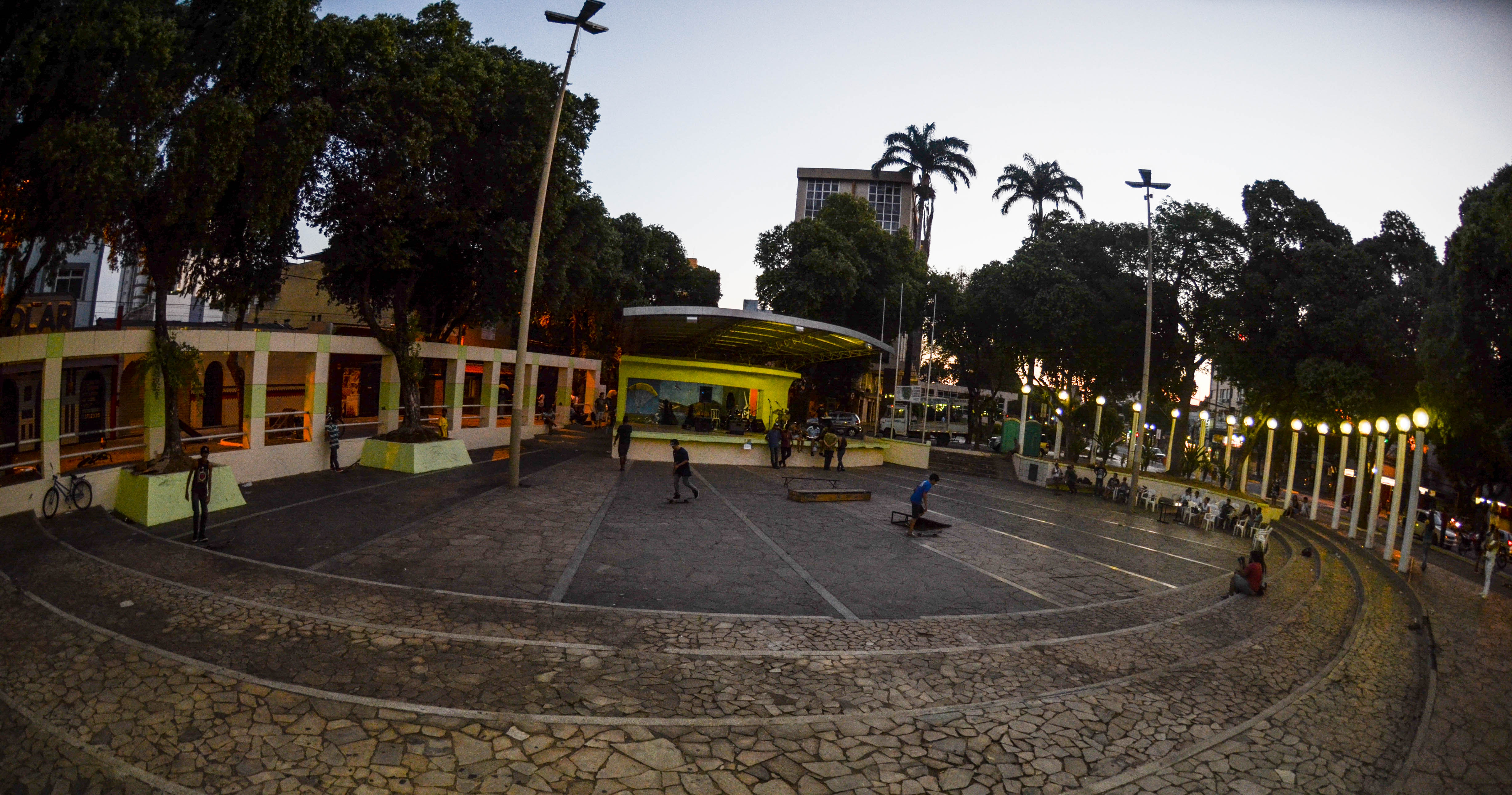
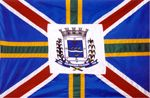
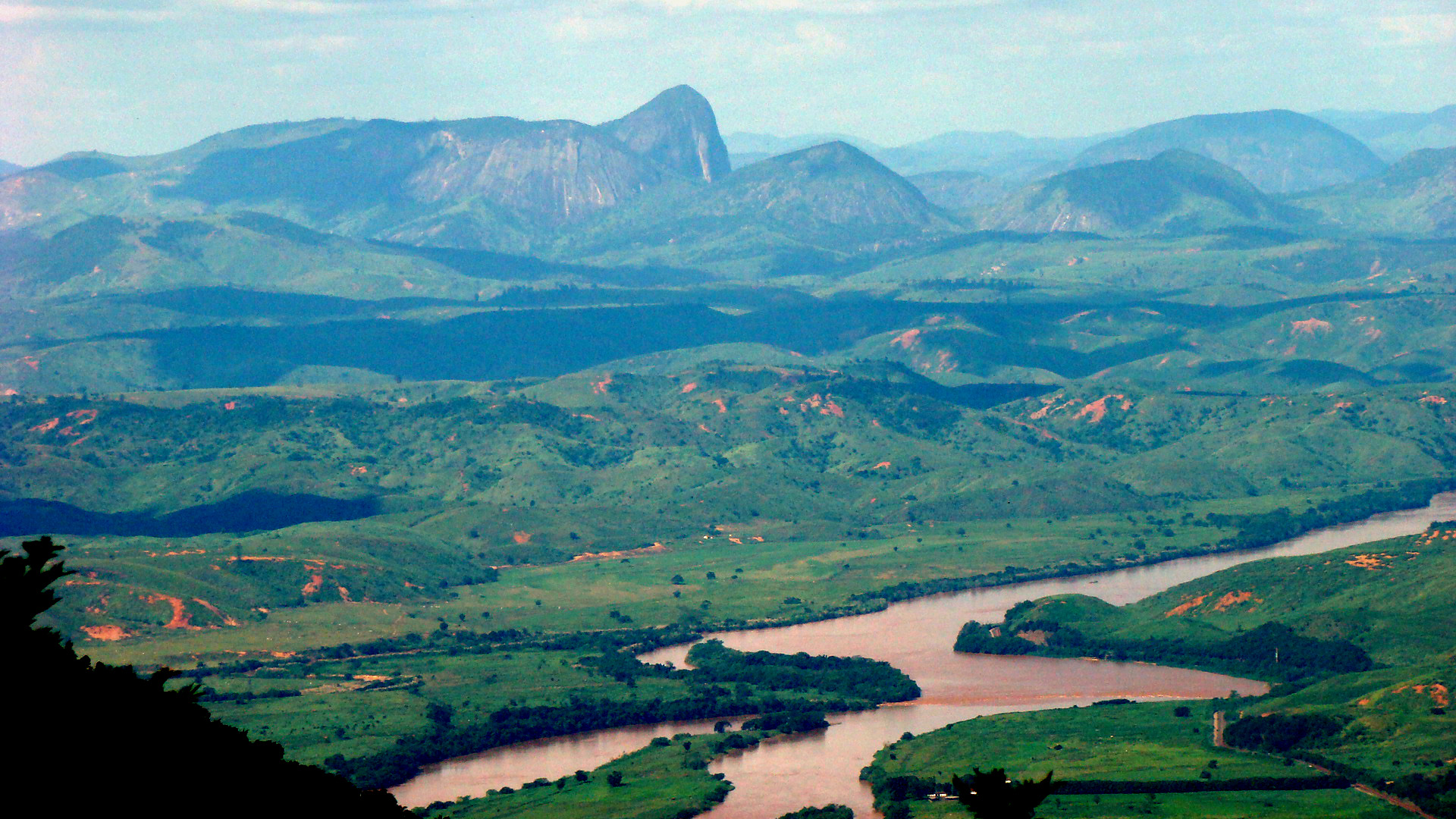